# Закусило Олег Каленикович
Оле́г Кале́никович Закуси́ло (нар. 12 вересня 1947, Піски, нині — Горохівського району Волинської область) — український математик та педагог. Перший проректор Київського національного університету імені Тараса Шевченка, Академії Педагогічних Наук України, доктор фізико-математичних наук (1989), професор (1991).

## Життєпис
Народився 1947 року в родині сільського вчителя та бібліотекарки в селі Піски колишнього Берестечківського району Волинської області.
У 1965 році закінчив Київську фізико-математичну школу-інтернат при Київському державному університеті. Протягом 1965-1970 років — студент механіко-математичного факультету Київського університету.
У 1970-1972 роках — аспірант кафедри теорії ймовірностей (науковий керівник проф. Королюк В. С.). У 1973 році захистив кандидатську дисертацію «Граничні теореми для процесів з дискретним втручанням випадку», а у 1989 році — докторську дисертацію на тему: «Марківські процеси з простими та складними функціями зносу».
З 1991 року — професор кафедри дослідження операцій.
1987 року вперше його обрано деканом факультету комп'ютерних наук і кібернетики.
2005 року — призначено проректором з наукової роботи, а 2008 року — першим проректором Київського національного університету імені Тараса Шевченка.

## Наукові праці
Автор монографії «Загальні процеси збереження з адитивним входом» та один з авторів навчального посібника «Елементи теорії масового обслуговування та асимптотичного аналізу мереж».
Олег Закусило є автором близько 100 наукових статей, підготував трьох кандидатів фізико-математичних наук.

## Нагороди
- Почесне звання «Заслужений працівник народної освіти України» (1999)
- Орден «За заслуги» III ступеня (2009)[2]
- Державна премія України в галузі науки і техніки 2011 року — за цикл наукових праць «Конструктивна теорія моделювання, аналізу та оптимізації систем з неповними даними та її застосування» (у складі колективу)[3]